# سارة أورن جيويت
ثيودورا سارة أورن جيويت (3 سبتمبر 1849-24 يونيو 1909) روائية وكاتبة قصة قصيرة وشاعرة أمريكية، اشتهرت بأعمال اللون المحلي التي تدور أحداثها على طول الساحل الجنوبي لولاية مين أو بالقرب منه. تعرف جيويت بأنها ممارسة مهمة للإقليمية الأدبية الأمريكية.

## النشأة
ولدت سارة أورن جيويت في جنوب بيرويك، مين، في 3 سبتمبر 1849. أقامت عائلتها في نيو إنغلاند لأجيال عديدة.
كان والد جيويت، ثيودور هيرمان جيويت، طبيبًا متخصصًا في «التوليد وأمراض النساء والأطفال»، وكثيرًا ما رافقته جيويت في جولاته، لتتعرف من خلال ذلك على مشاهد وأصوات وطنها الأم وشعبها. كانت والدتها كارولين فرانسيس (بيري). كانت ترسل جيويت في نزهات متكررة كعلاج لالتهاب المفاصل الروماتويدي، وهي حالة تطورت معها في طفولتها المبكرة، ومن خلالها طورت أيضًا حب الطبيعة. في وقت لاحق من حياتها، غالبًا ما كانت جيويت تزور بوسطن، حيث تعرفت على العديد من الشخصيات الأدبية الأكثر نفوذًا في عصرها؛ لكنها كانت تعود دائمًا إلى جنوب بيرويك، حيث كانت الموانئ البحرية الصغيرة بالقرب منها مصدر إلهام لمدينتي «ديفافن» و «دونيت لاندينج» في قصصها.
تلقت جيويت تعليمها في مدرسة الآنسة أوليف راين ثم في أكاديمية بيرويك، وتخرجت عام 1866. استكملت تعليمها من خلال القراءة في مكتبة عائلتها الواسعة. لم تكن جيويت «متدينة بشكل علني»، ولكن بعد انضمامها إلى الكنيسة الأسقفية في عام 1871، اكتشفت أفكارًا دينية أقل تقليدية. على سبيل المثال، حفزت صداقتها مع أستاذ القانون بجامعة هارفارد ثيوفيلوس بارسونز الاهتمام بتعاليم إيمانويل سويدنبورج، عالم دين ولاهوتي سويدي من القرن الثامن عشر، كان يعتقد أن الإله «كان حاضرًا في عدد لا يحصى من الأشكال المترابطة- وهو مفهوم يقوم عليه إيمان جيويت بالمسؤولية الفردية».

## العمل
نشرت جيويت في عام 1868، في سن الثامنة عشر، أول قصة مهمة لها بعنوان «عشاق جيني جارو»، في صحيفة ذا فلاغ أوف أور يونيون، وازدادت شهرتها خلال سبعينيات وثمانينيات القرن التاسع عشر. استخدمت جيويت الاسم المستعار «أليس إليوت» أو «إيه سي إليوت» لقصصها الأولى. تنبع أهميتها الأدبية من مقتطفاتها الدقيقة من الحياة الريفية، وإن كانت خافتة، والتي تعكس الاهتمام المعاصر باللون المحلي بدلًا من الحبكة.  كان لدى جيويت هبة وصفية شديدة قال ويليام دين هاولز عنها بأنها «شعور غير مألوف للحديث - أنا أفهم شعبك». صنعت جيويت سمعتها من خلال رواية بلد التنوب المسنّن (1896). ورواية طبيب ريفي (1884)، التي تتحدث عن والدها وطموحاتها المبكرة في مهنة الطب، ومالك الحزين الأبيض (1886)، مجموعة من القصص القصيرة التي تعد من بين أفضل أعمالها. تم جمع بعض أشعار جيويت في كتب أشعار (1916)، ألفت أيضًا ثلاثة كتب للأطفال. قالت ويلا كاثر أنه كان لجيويت تأثير كبير على تطورها ككاتبة، و «دافع النقاد النسويون منذ ذلك الحين عن كتاباتها بسبب روايتها الغنية عن حياة النساء وأصواتهن». كرست كاثر روايتها أيها الرواد! عام 1913، المبنية على ذكريات طفولتها في نبراسكا، إلى جيويت. في عام 1901، منحت كلية بودوين درجة الدكتوراه الفخرية في الأدب لجيويت، وهي أول امرأة تحصل على درجة فخرية من بودوين. أشارت صحيفة ذا بوسطن غلوب في تأبين جيويت في عام 1909، إلى القوة التي تكمن في «تفاصيل عملها، وفي اللمسات الجميلة، والبساطة».

## حياتها الشخصية
غالبا ما عكست أعمال جيويت، التي تصور العلاقات بين النساء، حياتها وصداقاتها. تكشف رسائل ومذكرات جيويت أنها عندما كانت شابة، كانت لدى جيويت علاقات مقربة مع العديد من النساء، بما في ذلك غريس غوردون، كيت بيركهيد، جورجي هاليبرتون، إيلا والورثو وإلين ماسون. على سبيل المثال، بناءً على أدلة من مذكراتها، يبدو أن جيويت كانت معجبة بشدة بكيت بيركهيد. أقامت جيويت لاحقًا صداقة وثيقة مع الكاتبة آني آدامز فيلدز (1834-1915) وزوجها الناشر جيمس تي فيلدز، محرر مجلة أتلانتيك الشهرية. بعد موت جيمس فيلدز المفاجئ في عام 1881، عاشت جيويت وآني فيلدز معًا بشكل علني لبقية حياة جيويت فيما كان يسمى آنذاك «زواج بوسطن» في منازل فيلدز في مانشستر باي ذا سي، ماساتشوستس، وفي شارع تشارلز 148 في بوسطن. يعتقد بعض العلماء المعاصرين أنهما كانتا عاشقتين. «وجدت كلتا المرأتين الصداقة، والفكاهة، والتشجيع الأدبي» في صحبة بعضهما البعض، وفي السفر إلى أوروبا معًا واستضافة «الأدباء الأمريكيين والأوروبيين». التقت جيويت في فرنسا بتيريز بلانك بنتزون التي كانت تراسلت معها منذ فترة طويلة والتي ترجمت بعض قصصها للنشر في فرنسا. يتضمن شعر جيويت، الذي لم ينشر الكثير منه، ما يقارب ثلاثين قصيدة حب أو أجزاء من القصائد المكتوبة للنساء والتي توضح شدة مشاعرها تجاههن. كتبت جيويت أيضًا عن الارتباطات الرومانسية بين النساء في روايتها ديفافن (1877) وفي قصتها القصيرة «سيدة مارثا» (1897).
في 3 سبتمبر 1902، أصيبت جيويت في حادث عربة أنهى حياتها المهنية في الكتابة. أصيبت بالشلل بسبب سكتة دماغية في مارس 1909، وتوفيت في منزلها في جنوب بيرويك بعد إصابتها بجلطة دماغية أخرى في 24 يونيو 1909.